# Прада, Миучча
Миучча Прада Бианки (итал. Miuccia Prada Bianchi, род. 10 мая 1949 года, Милан, Италия) — итальянский дизайнер модной одежды, младшая внучка Марио Прады, основавшего фирму в 1913 году. Родным районом Миуччи Прады является район Порта Романа в Милане.

## Биография
В 1978 году от своей матери она унаследовала Prada Sp.A. и занялась продвижением компании в индустрию высокой моды.
Миучча имеет докторскую степень по политологии и философии. В том же году она встретила своего мужа, а ныне ещё и бизнес-партнёра Патрицио Бертелли. В семидесятых вступила в итальянскую коммунистическую партию и боролась за права женщин в Милане.
В 1989 представила свою первую линию прет-а-порте. В 1993 запустила бренд Miu Miu.
Благодаря мужу Миуччи дом Prada теперь может поспорить с таким гигантом моды как LVMH. Дом Прада приобрёл бренды Жиль Сандер, Хельмут Ланг, Аззедин Алайя и др.
В 1995 году совместно с Патрицио Бертелли в Милане открыли центр современного искусства и культуры Fondazione Prada.

## Награды
- Кавалер Большого креста ордена «За заслуги перед Итальянской Республикой» (21 декабря 2015 года)[1].
- «Council of Fashion Designers of America» 1993
- Premio Leonardo Qualità Italia 1998
- Wallpaper Design Award 2007
- Премия Американской академии в Риме за неоценимый вклад в моду и искусство 2010